# Coenotephria ignipennis
Coenotephria ignipennis är en fjärilsart som beskrevs av Butler 1882. Coenotephria ignipennis ingår i släktet Coenotephria och familjen mätare. Inga underarter finns listade i Catalogue of Life.